# 큰귀올드필드쥐
큰귀올드필드쥐(Thomasomys macrotis)는 비단털쥐과에 속하는 설치류이다. 페루 북중부(리오 아비세오 국립공원 포함) 안데스산맥의 단 한 곳에서만 알려져 있으며, 해발 3300m 고도의 산지림에서 서식한다. 육상성 동물로 아페코올드필드쥐와 같은 지역에서 발견된다.